# Stallingsia jacki
Stallingsia jacki är en fjärilsart som beskrevs av Stallings, Turner och Don B. Stallings 1963. Stallingsia jacki ingår i släktet Stallingsia och familjen tjockhuvuden. Inga underarter finns listade i Catalogue of Life.